# Ramón Grosso
Ramón Moreno Grosso, também conhecido como Grosso (Madri, 8 de dezembro de 1943 - 13 de fevereiro de 2002), foi um futebolista e técnico de futebol espanhol.

## Carreira
Grosso iniciou sua carreira na equipe juvenil do Real Madrid em 1959, com apenas quinze anos de idade. Um ano mais tarde, entretanto, um exame médico de rotina diagnostica um sopro cardíaco no jovem e ele é proibido de praticar qualquer tipo de esporte . Seu pai manteve o fato em segredo por quase um ano, até que um eletrocardiograma realizado posteriormente descartasse o diagnóstico inicial . Voltando a treinar com os juvenis, Grosso é rapidamente promovido à equipe amadora e, em seguida, ao AD Plus Ultra.
Na temporada 1964-65 de La Liga, já atuando na equipe principal do Real Madrid, Grosso tornou-se o artilheiro da competição, com 27 gols em 28 partidas disputadas . Neste mesmo ano de 1964, foi emprestado ao Atlético de Madrid, disputando 12 partidas e ajudando o time a livrar-se do perigo de rebaixamento para a Segunda Divisão Espanhola .
Entre 1964 e 1976, Grosso disputou um total de 265 partidas com a camisa do Real Madrid, tornando-se um dos maiores goleadores do clube, com um total de 54 gols .

### Seleção espanhola
Embora tenha integrado a Seleção Espanhola entre 1967 e 1970, Grosso jamais disputou uma Copa do Mundo pois, após a Copa da Inglaterra (1966), a Espanha só voltaria a participar do mundial em 1978.

### Técnico de futebol
Após aposentar-se dos campos, em 1976, Grosso passou a treinar as equipes juvenis do Real Madrid. Foi técnico do Real Madrid B por duas ocasiões tornando-se, juntamente com Amancio Amaro, um dos responsáveis pela chamada Quinta del Buitre, que revelou jogadores como Emilio Butragueño, Miguel Pardeza, Manolo Sanchís, Míchel e Rafael Martín Vázquez . Posteriormente, passou a atuar como segundo treinador da equipe principal do Real Madrid.

## Morte
Após uma longa luta contra o câncer, Grosso morreu na madrugada de 13 de fevereiro de 2002, aos 58 anos de idade .

## Títulos
Real Madrid
- La Liga: 1964-65, 1966-67, 1967-68, 1968-69, 1971-72, 1974-75 e 1975-76
- Copa del Rey: 1969-70 , 1973-74 , 1974-75
- Liga dos Campeões: 1965-66